# Горілий Павло Петрович
Павло́ Петро́вич Горі́лий (нар. 28 січня 1908, Харків — пом. 31 грудня 1941, поблизу Москви) — український радянський графік.

## Життєпис
Народився 15 [28] січня 1908 року в Харкові. У 1926—1929 роках навчався у Харківському художньому інституті. Працював у Харкові. У 1940—1941 роках навчався в Московському художньому інституті.
З початком німецько-радянської війни — в рядах Червоної армії. Загинув на фронті 31 грудня 1941 року поблизу Москви.

## Творчість
Працював в галузі станкової графіки, виконував політичні плакати. Серед робіт:
плакати
- «Збільшуй деревонасадження» (1931);
- «Хай живе Червона Армія!» (1933);
- «16 літаків-гігантів піднімуться над Країною Рад» (1935);
- «Привіт бійцям-прикордонникам!» (1936);
- «Привіт тобі, товаришу Ленін!» (1937);
- «Всі до виборчих урн!» (1937);
- «Хай Живуть ХХ роковини Великої пролетарської революції в СРСР» (1937);
- «У радянського народу є що захищати!» (1940);
- «Хай живе непереможна Червона Армія!» (1940);
- «Слава героям партизанам, що руйнують фашистський тил» (1941);
- «За 38 млн. тонн нафти з газом у 1941 році!» (1941);

літографії
- «М. Фрунзе» (1938);
- «Т. Шевченко в майстерні К. Брюллова» (1939).

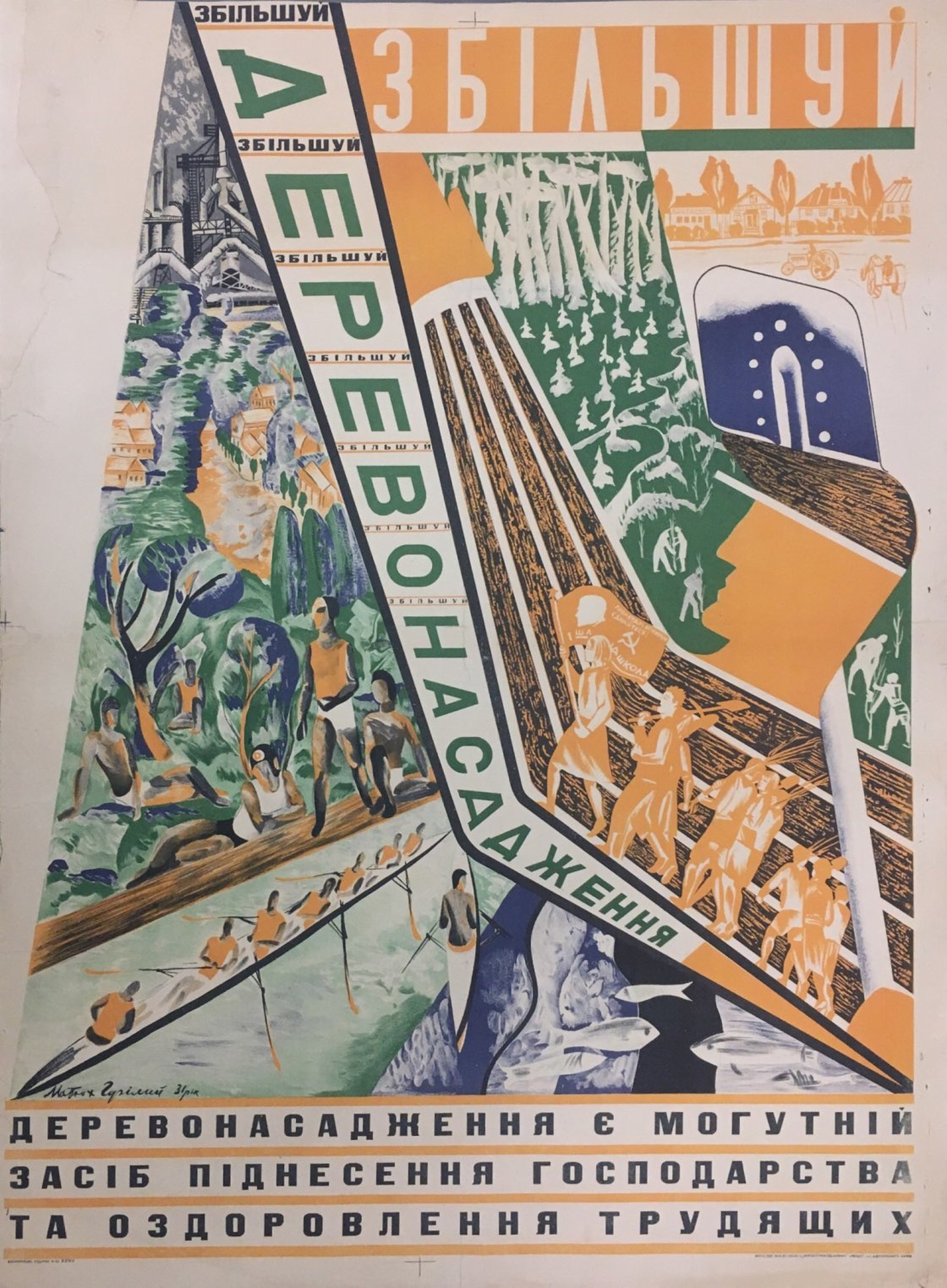
«Збільшуй деревонасадження»
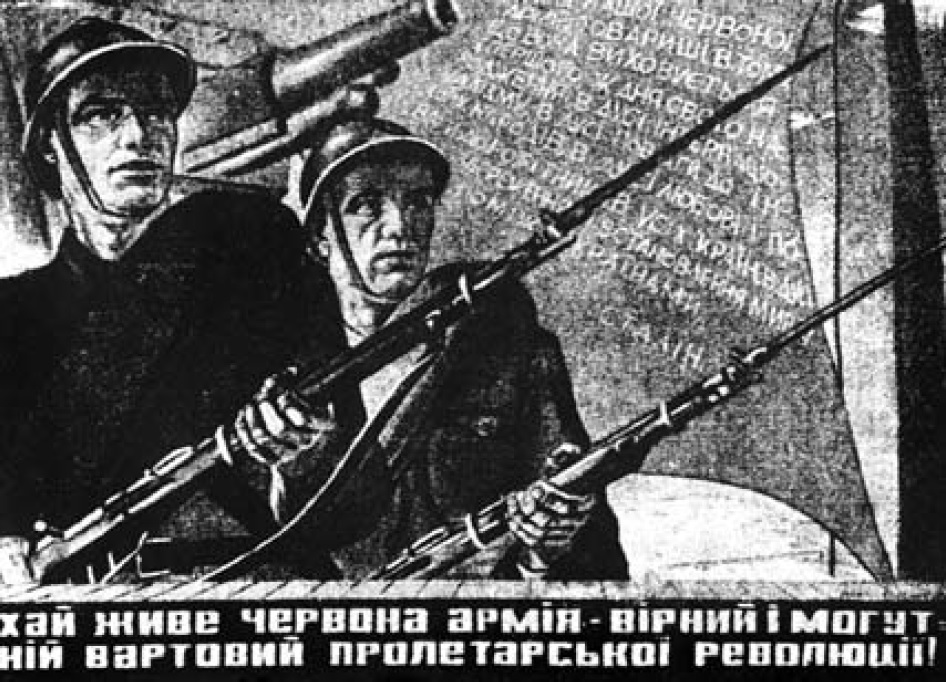
«Хай живе Червона Армія!»
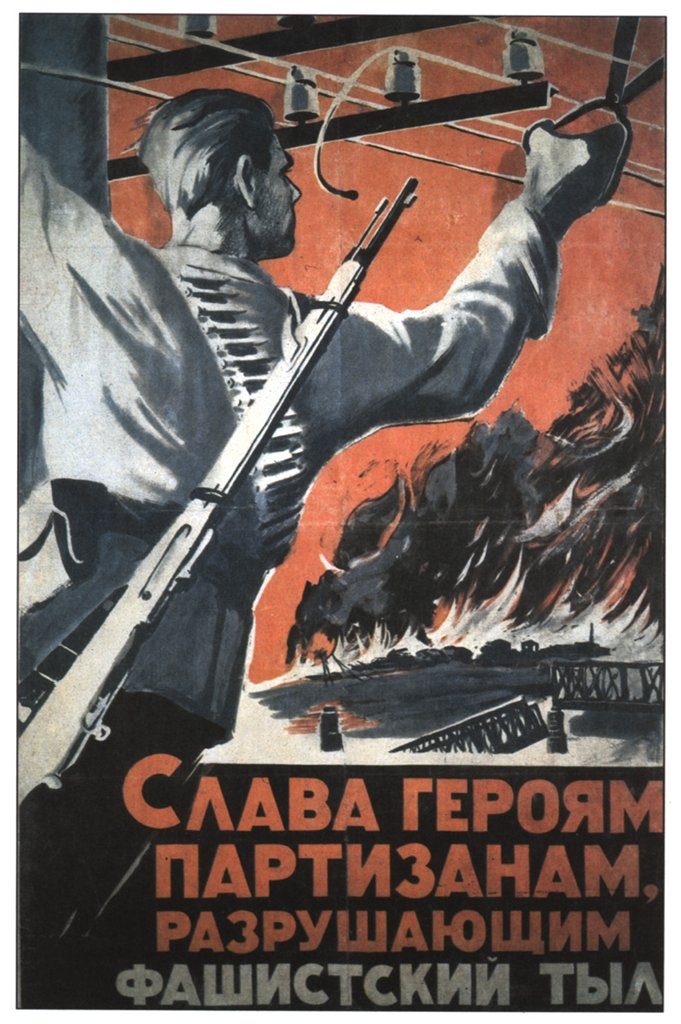
«Слава героям партизанам, що руйнують фашистський тил»
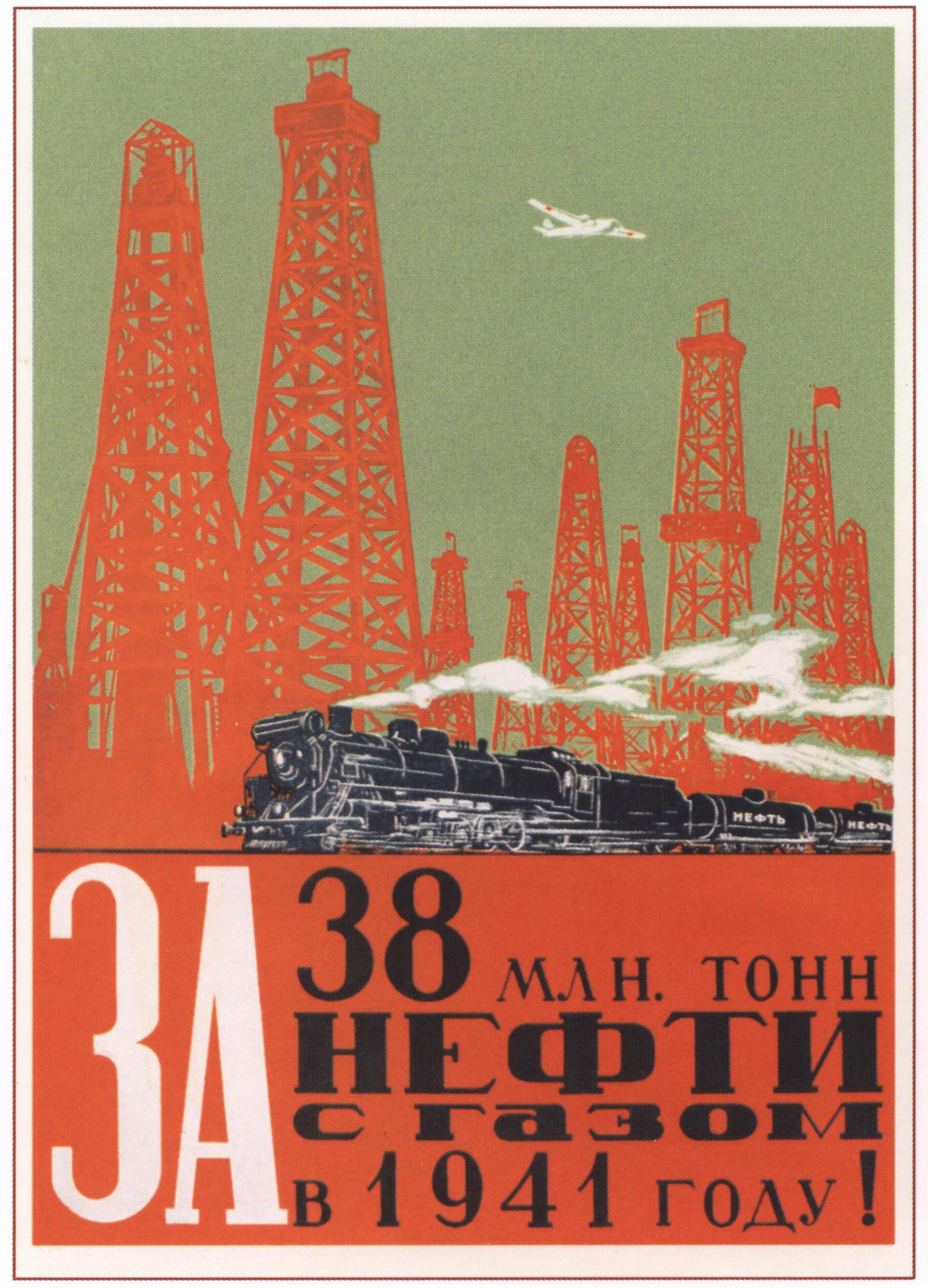
«За 38 млн. тонн нафти з газом у 1941 році!»

Брав активну участь у виставках українських художників з 1935 року.
Плакати художника зберігаються в фондах Російської державної бібліотеки, Алтайської крайової універсальної наукової бібліотеки.

## Пам'ять
У 1965 році в Києві на будинку № 6 на площі Калініна, було встановлено меморіальну дошку.
```
  
Художники, які загинули в боротьбі
 

проти німецько-фашистських загарбників

       
у 1941-1945 роках

    
Вербицький Лазар Якович

    
Горілий Павло Петрович

    
Донченко Євген Семенович

    
Іванов Борис Миколайович

    
Кияшко Євген Іванович

    
Нерубенко Володимир Федорович

    
Пивоваров Григорій Леонідович

    
Приходько Яків Степанович

 
Брати по мистецтву, ви завжди з нами.
```